# 小行星13214
小行星13214（13214 Chirikov）是一颗绕太阳运转的小行星，为主小行星带小行星。该小行星于1997年5月19日发现。

## 轨道参数
小行星13214的轨道半长轴为370 579 620 km，2.4771365 UA，离心率为0.123。